# Juan Mostazo
Juan Mostazo Morales (Sevilla, 18 de julio de 1903-ibídem, 17 de noviembre de 1938) fue un compositor español de muchas canciones populares en el género de la copla. Entre sus composiciones más conocidas, destacan «La falsa monea», «Los piconeros», «Échale guindas al pavo», «La bien pagá», «Pregón de la gitana», «El día que nací yo» y «Antonio Vargas Heredia».

## Trayectoria
Tenía una academia en su casa, en la calle Torrejón número 3 de Sevilla, por la que pasaron muchos cantantes de copla y cuplé y donde compuso muchos de sus éxitos.
En 1922, inició su colaboración con Rafael de León, componiendo canciones para Estrellita Castro, como Romería  del  Quintillo, el pasodoble Coplas, Venta de Antequera y María del Valle.
Durante la década de 1930 formó pareja profesional con el letrista Ramón Perelló, en Madrid. De la colaboración entre ambos nacieron muchas de las canciones más populares de la historia musical de España durante el siglo XX. 
Su primera canción con Ramón Perelló fue Mi jaca, que el letrista había ofrecido a varios compositores hasta que el maestro Mostazo acertó con su música, convirtiéndola en un gran éxito. La canción fue estrenada por Estrellita Castro en 1934, en el Teatro Coliseum de Madrid. También formó un trío de compositores junto a José Gardey Cuevas y Luis Rivas Gómez que firmaba como "Garrimos". 
El director de cine Florián Rey le encomendó la música de las canciones de las películas Carmen la de Triana, Suspiros de España, Los hijos de la noche, Mariquilla Terremoto  y El barbero de Sevilla.
Falleció repentinamente el 17 de noviembre de 1938 en Sevilla, debido a un ataque de uremia.

### La bien pagá
La canción «La bien pagá» fue estrenada por la cantante y actriz Blanquita Suárez y su interpretación más conocida es la versión de Miguel de Molina. Otras artistas que la han interpretado posteriormente son: Concha Piquer, Isabel Pantoja, Carlos Cano y Diego El Cigala.

## Canciones
- Romería  del  Quintillo
- Pasodoble Coplas
- Venta de Antequera
- María del Valle
- Mi Jaca (1933)
- La Bien Pagá

### PelículaMorena Clara1936
- La falsa monea (Juan Mostazo y Ramón Perelló)
- Échale guindas al pavo (Juan Mostazo y Ramón Perelló)
- Pregón de la gitana (Juan Mostazo y Ramón Perelló)
- El día que nací yo (Juan Mostazo y Ramón Perelló)

### PelículaCarmen la de Triana(1938)
- Carceleras del Puerto (Joaquín de la Oliva/Juan Mostazo)
- Los piconeros bulerías del siglo XVIII (Ramón Perelló y Ródenas/Juan Mostazo)
- Antonio Vargas Heredia (Joaquín de la Oliva/Juan Mostazo/Francisco Merenciano)
- Triana, Triana (Juan Mostazo/Quintero y Guillén)
- Herencia gitana (Cantarrana, Ramón Perelló y Juan Mostazo.

## Filmografía
- Morena Clara (1936), canciones interpretadas por Imperio Argentina.
- Carmen, la de Triana (1938), interpretada por Imperio Argentina.
- El barbero de Sevilla (1938), con Estrellita Castro.
- Suspiros de España (1939), con Estrellita Castro.
- Los hijos de la noche (1939), con Estrellita Castro.